# Affoltern im Emmental
Affoltern im Emmental är en ort och kommun i distriktet Emmental i kantonen Bern, Schweiz. Kommunen har 1 211 invånare (2023).